# Округ Вилсон (Северна Каролина)
Округ Вилсон (енгл. Wilson County) је округ у америчкој савезној држави Северна Каролина.

## Демографија
По попису из 2010. године број становника је 81.234, што је 7.42 (10,1%) становника више него 2000. године.
| Група             | 2000.          | 2010.          |
| Белци             | 39.498 (53,5%) | 40.157 (49,4%) |
| Афроамериканци    | 29.032 (39,3%) | 31.686 (39,0%) |
| Азијати           | 310 (0,4%)     | 668 (0,8%)     |
| Хиспаноамериканци | 4.457 (6,0%)   | 7.724 (9,5%)   |
| Укупно            | 73.814         | 81.234         |